# Vaillantodes malickyi
Vaillantodes malickyi är en tvåvingeart som beskrevs av Wagner 1993. Vaillantodes malickyi ingår i släktet Vaillantodes och familjen fjärilsmyggor. Inga underarter finns listade i Catalogue of Life.